# Saint-André-les-Alpes
 Saint-André-les-Alpes  es una población y comuna francesa, situada en la región de Provenza-Alpes-Costa Azul, departamento de Alpes de Alta Provenza, en el distrito de Castellane y cantón de Saint-André-les-Alpes.

## Demografía
| 751 | 952 | 901 | 852 | 794 | 818 |
| Para los censos de 1962 a 1999 la población legal corresponde a la población sin duplicidades (Fuente: INSEE [Consultar]) |     |     |     |     |     |